# 3772 Piaf
3772 Piaf este un asteroid din centura principală, descoperit pe 21 octombrie 1982 de Liudmila Karacikina.